# Sarcus
Sarcus é uma comuna francesa na região administrativa de Altos da França, no departamento de Oise. Estende-se por uma área de 13,04 km². Em 2010 a comuna tinha 268 habitantes (densidade: 20,6 hab./km²).